# Higgins Ultra Low Track Glue Funk Hits 1972–2006
Higgins Ultra Low Track Glue Funk Hits 1972–2006 es un álbum de Venetian Snares, editado por el sello Planet Mu en 2002.
La portada del disco muestra un tubo de pasta dentífrica con el nombre del artista y el título. 
El álbum fue lanzado una vez más en formato CD, MP3 Y LP doble.

## Lista de temas
1. "Dance Like You're Selling Nails" – 6:18
2. "Banana Seat Girl" – 4:01
3. "Fuck Off" – 1:11
4. "Make Ronnie Rocket" – 6:12
5. "Vokeheads" – 5:37
6. "Deadman DJ" – 5:05
7. "Cobra Commander" – 4:44
8. "Walmer Side" – 5:04
9. "Dismantling Five Years" – 6:19
10. "We Are Oceans" – 6:28